# Liorac-sur-Louyre
Liorac-sur-Louyre é uma comuna francesa na região administrativa da Nova Aquitânia, no departamento Dordonha. Estende-se por uma área de 20,77 km². Em 2010 a comuna tinha 251 habitantes (densidade: 12,1 hab./km²).